# PlayYou.House
PlayYou.House（プレイユーハウス）は、ソニーのウォークマン『Play You.』プロジェクトによりスタートしたシェアハウスである。日本のシンガーソングライターが集まり、インターネットを中心に活動を広げた。

## 概要
PlayYou.House（プレイユーハウス）は、ソニーのウォークマンプロジェクトがきっかけでスタートした日本のシンガーソングライターが集まりインターネットを中心に活動を広げたグループのシェアハウス。Goose houseの前身である。主にUstreamによる音楽番組の配信を行い、リアルタイムで視聴者とTwitter（ハッシュタグ#PYHouse)を介し会話をしながら、彼らのオリジナルソングや、有名楽曲をアコースティックにカバーし活動してきた。

## 来歴

### 活動前
もともとは各々シンガーソングライターとしてばらばらに活動していたアーティストであった。

### 2010年6月-2010年8月
ソニーのウォークマンPlayYou.Houseプロジェクトのために7名6組（リーダーのd-iZe、竹渕慶、神田莉緒香、関取花、齊藤ジョニー、K.K.（工藤秀平、木村正英））の若きアーティストがシェアハウス（PlayYou.House）に集められた。
2010年6月19日のUstream配信から本格的な活動が始まり計10回の放送が行われ、10回目の配信でようやく放送中に7名全員が集まりPlayYou.Houseとしての初楽曲『sing』を発表したがこの放送が最終回ということを発表。しかし、急きょPlayYou.House管理人から続行の知らせが届き1ヶ月のリフレッシュ期間の後、2期への活動へ続くこととなった。

### 2010年10月-2011年3月
1ヶ月のリフレッシュ期間を経て2ndシーズンに入ったPlayYou.Houseは関取花が自身の活動が忙しくなったため一時退室し、第2期生として中村千尋と竹澤汀を迎えて活動を再開。Ustream Liveの放送時間も30分遅くなり20時からになった。

### 2010年10月
2010年10月30日の放送中に週1回の放送から2週に1回の放送へと変わり、通常のUstream Liveが減った分、生ライブやUstreamでのスピンオフが増えることを発表した。また、この頃からUstream Liveのエンディングにオリジナルソングの『sing』を歌うことや、放送月が誕生日の視聴者へバースデーソングを歌うようになった。

### 2011年1月
2011年。年明け一回目（1月15日）の放送でメンバーの中村千尋が自身活動するのバンド「たらりらん」の活動に専念するためPlayYou.Houseでの活動を一時退室することをメンバーから発表。また、この月から視聴者にもっと音楽に関心を持ってもらうため、齊藤ジョニーによるギター講座もコーナーとしてスタート。

### 2011年2月
この月の二回目放送でK.K.の2人が音楽の勉強として、台湾に数ヶ月滞在するため一時PlayYou.Houseを留守にすることを発表。

### 2011年3月
この月の一回目Ustream Liveの予定日が東日本大震災の翌日であったため急遽、Live日程を3月26日へと繰り越したが結局PlayYou.Houseとしての活動続行を断念。26日に放送予定であった楽曲はYouTubeで公表され、PlayYou.Houseの活動は終了した。

## メンバー（住人）

### 第1期生
- d-iZe（ダイズ）
- 竹渕慶（タケブチケイ）
- 齊藤ジョニー（サイトウジョニー）
- 木村正英（キムラマサヒデ）（K.K.）
- 工藤秀平（クドウシュウヘイ）（K.K.）
- 神田莉緒香（カンダリオカ）
- 関取花（セキトリハナ）

### 第2期生
- 中村千尋（ナカムラチヒロ）
- 竹澤汀（タケザワミギワ）

### ユニット
- Johnny Beans（齊藤ジョニー・d-iZe）
- なんだ神田K.K.（神田莉緒香・K.K.）
- ハニー（齊藤ジョニー・関取花）

## Ustream Live
- firstシーズン
  - 第1回 はじまり 2010/06/19
  - 第2回 ラブソング 2010/06/26
  - 第3回 サマーソング 2010/07/03
  - 第4回 シネマソング 2010/07/10
  - 第5回 アニメソング 2010/07/17
  - 第6回 ガールズソング 2010/07/24
  - 第7回 閃光ライオット前夜祭 2010/07/31
  - 第8回 チャンス 2010/08/07
  - 第9回 ちいさなピース 2010/08/14
  - 第10回 メモリー（4時間SP） 2010/08/21
- 2ndシーズン
  - 第1回 2010/10/02
  - 第2回 ガールズ胸キュン特集 2010/10/09
  - 第3回 シンガーソングライター特集 2010/10/16
  - 第4回 男歌 2010/10/23
  - 第5回 旅に出たくなる曲 2010/10/30
  - 第6回 ウエディングソング 2010/11/13
  - 第7回 失恋ソング 2010/11/27
  - 第8回 応援ソング 2010/12/11
  - 第9回 2010年総集編 2010/12/27
  - 第10回 冬の歌特集 2011/01/15
  - 第11回 最新カラオケヒットソング 2011/01/29
  - 第12回 バレンタイン前々夜祭 2011/02/122
  - 第13回 卒業 2011/2/26
  - 第14回 ヘビロテなう。ソング 2011/03/12（第15回へ繰越）
  - 第15回 最終回 2011/03/26（収録断念）
- スピンオフ
  - 第1回 Johnny Beans
  - 第2回 神田莉緒香 X 齊藤ジョニー 2010/11/30

### Ustream 公開楽曲
オリジナルソング
- 東京（関取花）
- はじめ（関取花）
- 流れ星（神田莉緒香）
- 舞花～マイ･フラワー（竹渕慶）
- 花（関取花）
- ひとつの証（K.K.）
- カタコトのアイラブユー（神田莉緒香）
- sweet lies（d-iZe）
- スーパーマン（K.K.）
- ふるさと（竹渕慶）
- たとえば僕らが出会ってなかったとしよう（K.K.）
- 両想いキップ（神田莉緒香）
- ハイウェイ賛歌（齊藤ジョニー）
- 汽車のうた（関取花）
- sing（Play You.House）
- いかだの上（齊藤ジョニー）
- 18歳（Play You.House）

### house of the year
- 2010年
  - 大賞 舞花～マイ･フラワー／竹渕慶
  - スピンオフ大賞 Def Tech／My Way
  - house男子メンバーリクエスト大賞 FUNKY MONKEY BABYS／ヒーロー
  - 盛り上がり大賞 スーパーマン／K.K.

### ゲスト
- 藤代銀司(K.K.のサポートドラマー)
- 新垣結衣
- 山田タマル
- 中村瑛彦・松室政哉・Brian the sun（2008年閃光ライオットファイナリスト）
- GLIM SPANKY/松尾レミ・SHIT HAPPENING/小野崎建太 岩瀬晃二郎（2009閃光ライオットファイナリスト）
- 電光

## コンサート
- OPEN HOUSE

六本木SuperDeluxe（2010/12/18）

## その他イベント
- Twitter会議 2010/11/15 22:00～

## ディスコグラフィー

### シングル
| リリース日     | タイトル | 備考                       | 規格品番 |
| -------------- | -------- | -------------------------- | -------- |
| 2010年11月18日 | sing     | 生ライブOPEN HOUSE物販限定 |          |